# دیوید آلدر (فیزیکدان)
دیوید آلدر (انگلیسی: David Adler؛ زاده ۱۳ آوریل ۱۹۳۵ درگذشته ۳۱ مارس ۱۹۸۷) یک دانشمند امریکایی بود.